# 梅伊斯卡古爾卡
梅伊斯卡古爾卡是波蘭的城鎮，位於該國西部，由大波蘭省負責管轄，面積3.09平方公里，2006年人口3,128。第二次世界大戰期間，納粹德國在1939年9月至1945年期間佔領該鎮。
51°39′20″N 16°57′40″E / 51.65556°N 16.96111°E